# Sled Dowabobo
Sled Dowabobo (n. 31 de março de 1983) é um judoca nauruano que competiu na categoria até 73 km masculino nos Jogos Olímpicos de 2012 em Londres, sendo eliminado na primeira rodada pelo Navruz Jurakobilov, do Uzbequistão.